# Reichstag (Parlamento alemán)
Reichstag (en español: Dieta Imperial) hace referencia a los diferentes parlamentos que se sucedieron en Alemania entre 1849 y 1944.

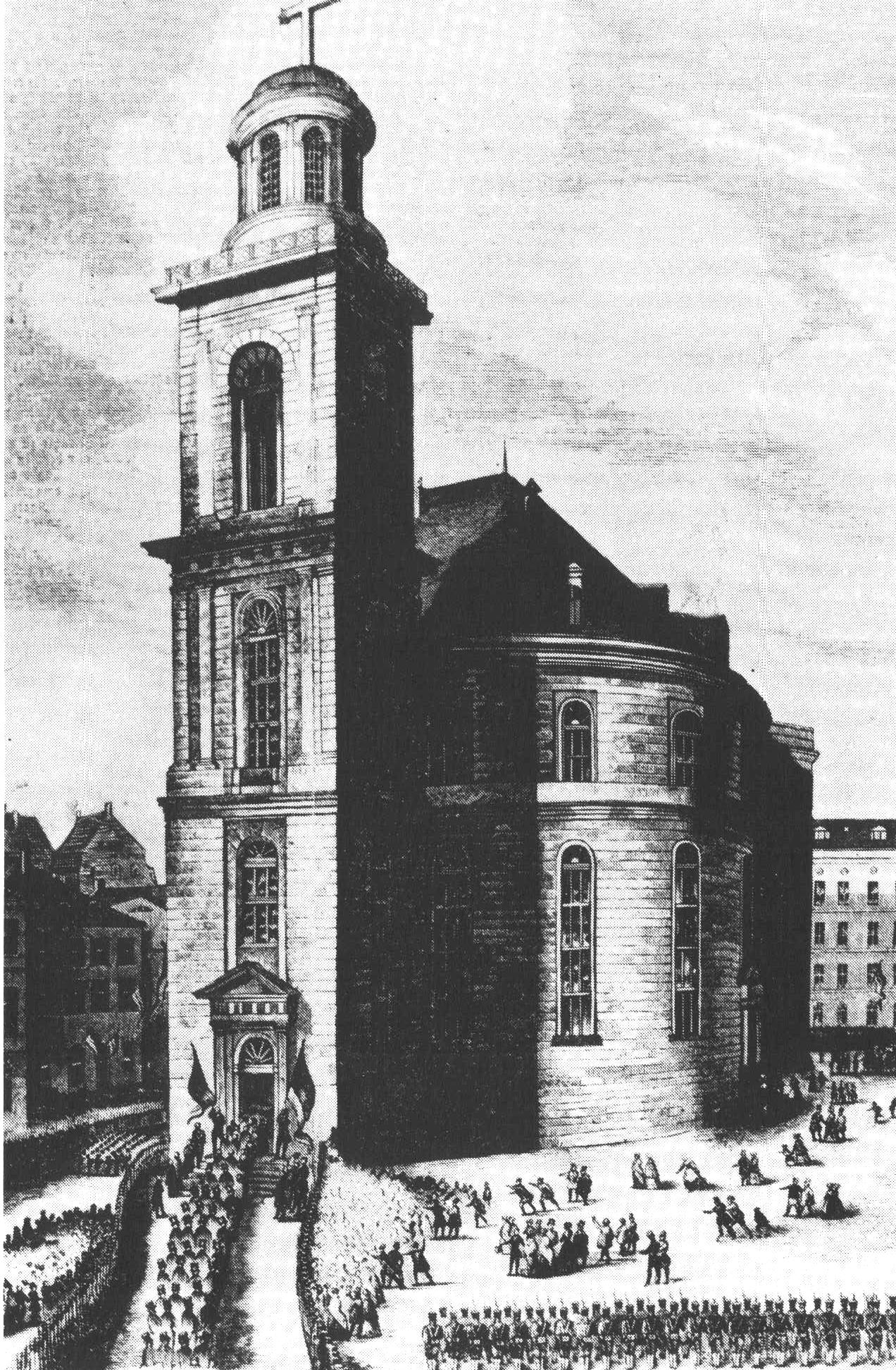
Primera deliberación del Parlamento de Fráncfort, reunido en la Paulskirche, la Iglesia de San Pablo.

## Historia

El Edificio del Reichstag en 1945.

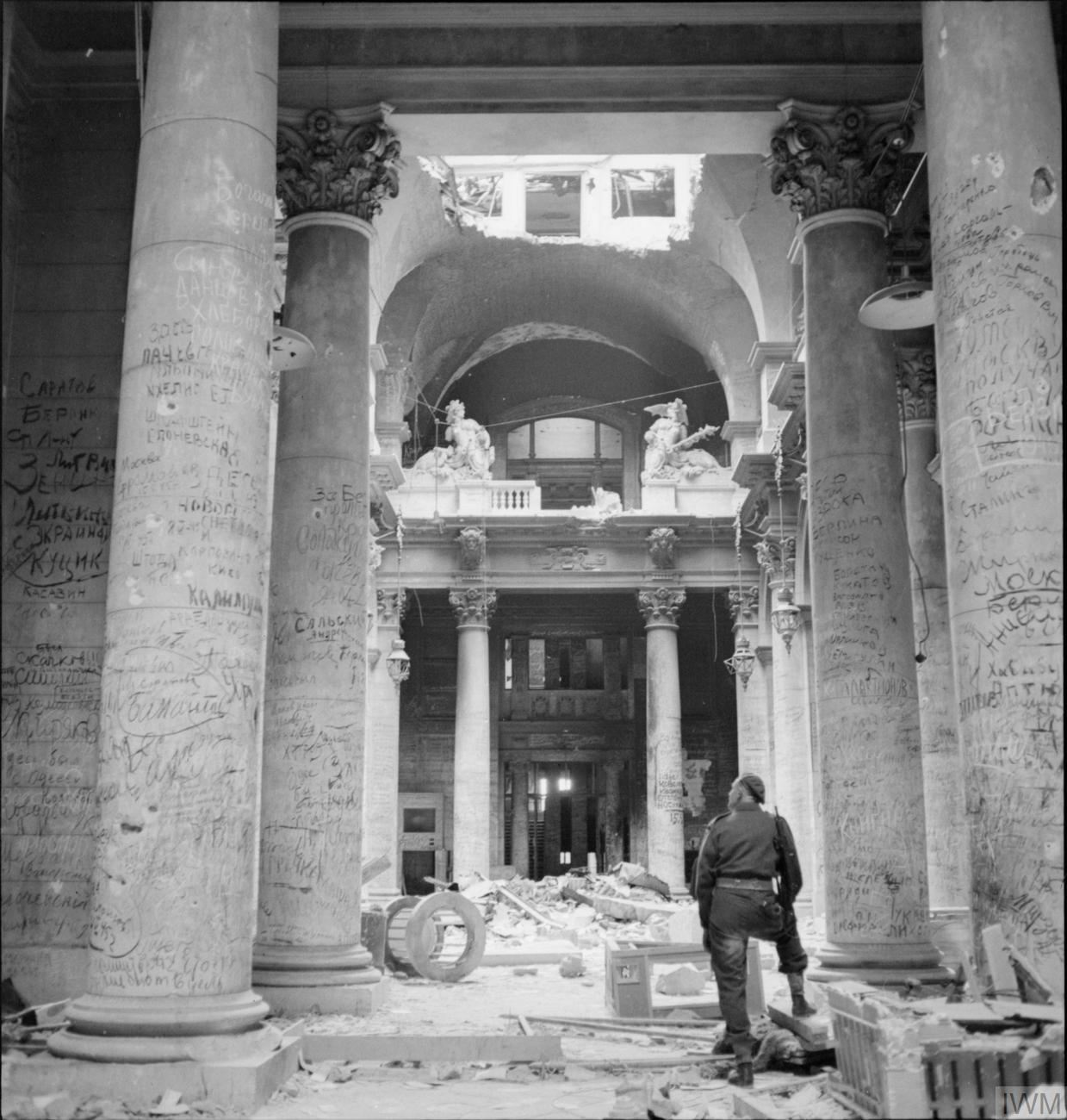
Grafitis soviéticos en el interior del Reichstag. La conservación de estos grafitis ha sido polémica.

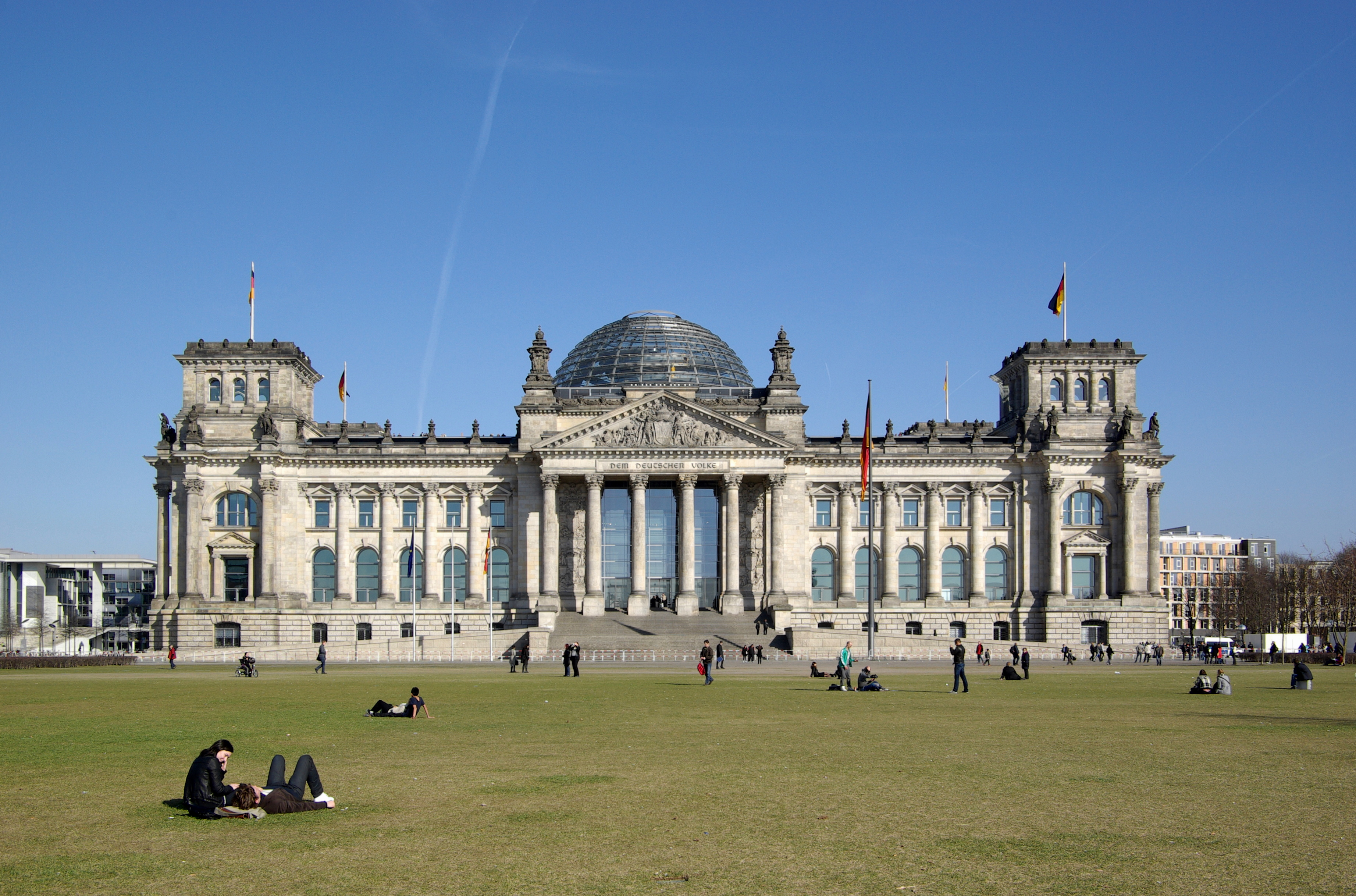
Edificio del Reichstag tras su restauración.

Tras la desintegración del Sacro Imperio Romano Germánico en 1806, como consecuencia de las Guerras Napoleónicas, el término Reich que había sido utilizado en dicho Imperio se usó posteriormente para el parlamento que confeccionó el borrador de la constitución en Fráncfort del Meno (1849), que nunca llegó a ponerse en práctica. También se usó por el parlamento de la Federación Alemana del Norte de 1867 a 1871 y, por último, en el del Imperio alemán (Segundo Reich).
En los tres casos, fue un parlamento elegido por el pueblo, aunque con distintos grados de poder. El Imperio era una autocracia en la que el Reichstag era elegido por sufragio universal (en Prusia y en otros Estados federados siguió vigente el sufragio censitario).
En la República de Weimar 1919, el pueblo eligió la composición del Reichstag y este a su vez a quien sería Canciller de Alemania (jefe de Gobierno).
Sin embargo, a partir de 1930, el Reichstag fue prácticamente eludido gracias al uso que el presidente Paul von Hindenburg hizo de los extensos poderes que la constitución le otorgaba.
En las séptimas elecciones parlamentarias, celebradas el 31 de julio de 1932, el NSDAP alcanzó por primera vez la mayoría, pero esta mayoría no era absoluta. En las octavas elecciones parlamentarias, ejecutadas en noviembre de ese mismo año, los nacionalsocialistas continuaron a la cabeza del Parlamento, a pesar de haber perdido asientos. Estas elecciones son consideradas las últimas elecciones democráticas de la República de Weimar, ya que las elecciones parlamentarias de 1933 se realizaron bajo una política de represión e intimidación nacionalsocialista.
Después de que Adolf Hitler fuera nombrado Reichskanzler (Canciller) el 30 de enero de 1933, el proceso de "cambio a la igualdad" (Gleichschaltung) empezó tras el llamado Decreto del Incendio del Reichstag y la "Ley habilitante de 1933", en la que el Reichstag era oficialmente desposeído de sus poderes legislativos. A partir de entonces solo ejerció como un cuerpo de aclamación de las acciones de la dictadura. Incluso con esa finalidad, tuvo su última sesión en 1942.